# Gorgasia thamani
Gorgasia thamani és una espècie de peix pertanyent a la família dels còngrids.

## Descripció
- Pot arribar a fer 119 cm de llargària màxima.[4]

## Hàbitat
És un peix marí, bentopelàgic i de clima tropical.

## Distribució geogràfica
Es troba al Pacífic occidental central: Fiji.

## Observacions
És inofensiu per als humans.